# 리트로낙스
리트로낙스는 백악기 후기 상파뉴절 8100만 년전 북아메리카에서 서식한 수각류 공룡이다. 속명의 뜻은 '선혈의 왕'이다.

## 특징
리트로낙스의 몸길이는 5~8m, 체중은 500kg~2.5t 정도로 추정된다. 리트로낙스가 발견된 지층에는 대형 육식동물이 리트로낙스 한 종밖에 없다. 같은 지층에서 발견된 아크리스타부스, 아델롤로푸스 같은 조각류와 마카이로케라톱스, 디아블로케라톱스 같은 각룡류, 그리고 정식 학명이 명명되지 않은 곡룡류 및 후두류 공룡들을 잡아먹는 최상위 포식자 노릇을 했을 것으로 추정한다.

## 연구사
와웹층(Wahweap Formation)에서 대개 북아메리카 일대에 서식하였던 티라노사우루스과의 공룡들은 대부분 북부 지역에서 발견되었는데, 리트로낙스의 경우 북미 대륙 서부의 남쪽 지방에 해당하는 미국 유타 주 남부에서 발견되었다.생존 시기도 8100만 년 전으로, 티라노사우루스과 공룡들 중에서는 가장 오래된 종 중 하나이다.
리트로낙스의 발견은 티라노사우루스과의 족보를 새롭게 정의하도록 만드는데 큰 역할을 했는데, 기존에는 아시아의 일부 티라노사우루스상과 공룡들이 아시아와 북아메리카를 연결하는 베링 육교를 통해 북아메리카로 넘어와 정착한 뒤 번성하였다고 알려져 있었는데, 리트로낙스의 발견으로 티라노사우루스과가 북아메리카의 남부에서 기원했다는 것이 밝혀졌다. 고생물학계에 큰 공헌을 한 공룡인 셈.
이후 분기도상으로 피스타히에베르소르나 테라토포네우스와 함께 독자적인 남부 티라노사우루스과 분류군을 형성하였는데, 리트로낙스는 그중에서도 티라노사우루스와 타르보사우루스, 그리고 주청티라누스와 같은 대형 북부 티라노사우루스과와 가까운 관계라는 것이 밝혀졌다.

## 같이 보기
- 공룡
- 티라노사우루스
- 타르보사우루스
- 주청티라누스